# Xiaotingia
Xiaotingia ist eine Gattung gefiederter, theropoder Dinosaurier aus der Gruppe der Paraves. Sie lebte vor etwa 155 Millionen Jahren im mittleren oder späten Jura. Ein Fossil wurde in der Tiaojishan-Formation in der Provinz Liaoning in China entdeckt. Die Gattung enthält eine einzige Art, Xiaotingia zhengi.
Xiaotingia ist von Interesse für die Abstammung und Evolution der Vögel. Seine Entdeckung regte die Forschung zu einer Neubewertung der Klassifikation von Archaeopteryx an.

## Merkmale
Xiaotingia war etwa 60 cm lang und wog circa 0,82 kg. Xiaotingia hatte lange Federn an Kopf, Körper, Vorder- und Hintergliedmaßen. Die Zahnzahl betrug wahrscheinlich weniger als 10, ähnlich wie bei basalen Vögeln.

## Fund
Der Holotyp ist STM 27-2, ein fast vollständiges Skelett mit Schädel. Das Fossil wurde bei einem Fossilienhändler entdeckt.
Xiaotingia wurde von Xing Xu und seinem Team im Jahr 2011 beschrieben.

## Systematik
Die Entdeckung von Xiaotingia und eine stammesgeschichtliche Analyse führten dazu, dass die bisher angenommenen Verwandtschaftsverhältnisse von Archaeopteryx angezweifelt wurden. Die Analyse ergab, dass Archaeopteryx zusammen mit Xiaotingia, der in manchen Merkmalen Deinonychosauriern gleicht, näher mit den Deinonychosauriern als mit späteren Vögeln verwandt gewesen sein könnte. Dieser Hypothese zufolge wäre Archaeopteryx, je nach Definition der Gruppe der Vögel, entweder nicht den Vögeln (im engeren oder weiteren Sinne) zugehörig, oder die Vögel schlössen auch die Deinonychosaurier mit ein.
Nach einer phylogenetischen Analyse von Pascal Godefroit et altera, die 101 Taxa auf Basis von 992 osteologischen Merkmalen untersuchten, steht Xiaotingia innerhalb der Avialae. Auch Archaeopteryx ordnen sie innerhalb der Avialae ein.